# 白丹村
白丹村（しらにむら）は、大分県直入郡にあった村。現在の竹田市の一部にあたる。

## 地理
久住山の南麓、久住高原南部の大野川支流・稲葉川の上流域に位置していた。

## 歴史
- 1889年（明治22年）4月1日、町村制の施行により、直入郡白丹村、添ヶ津留村が合併して村制施行し、白丹村が発足[1][2]。旧村名を継承した白丹、添ヶ津留の2大字を編成[2]。
- 1954年（昭和29年）3月31日、直入郡久住町と合併し、久住町が存続して廃止された[1][2]。

## 産業
- 農業[2]